# Панщина

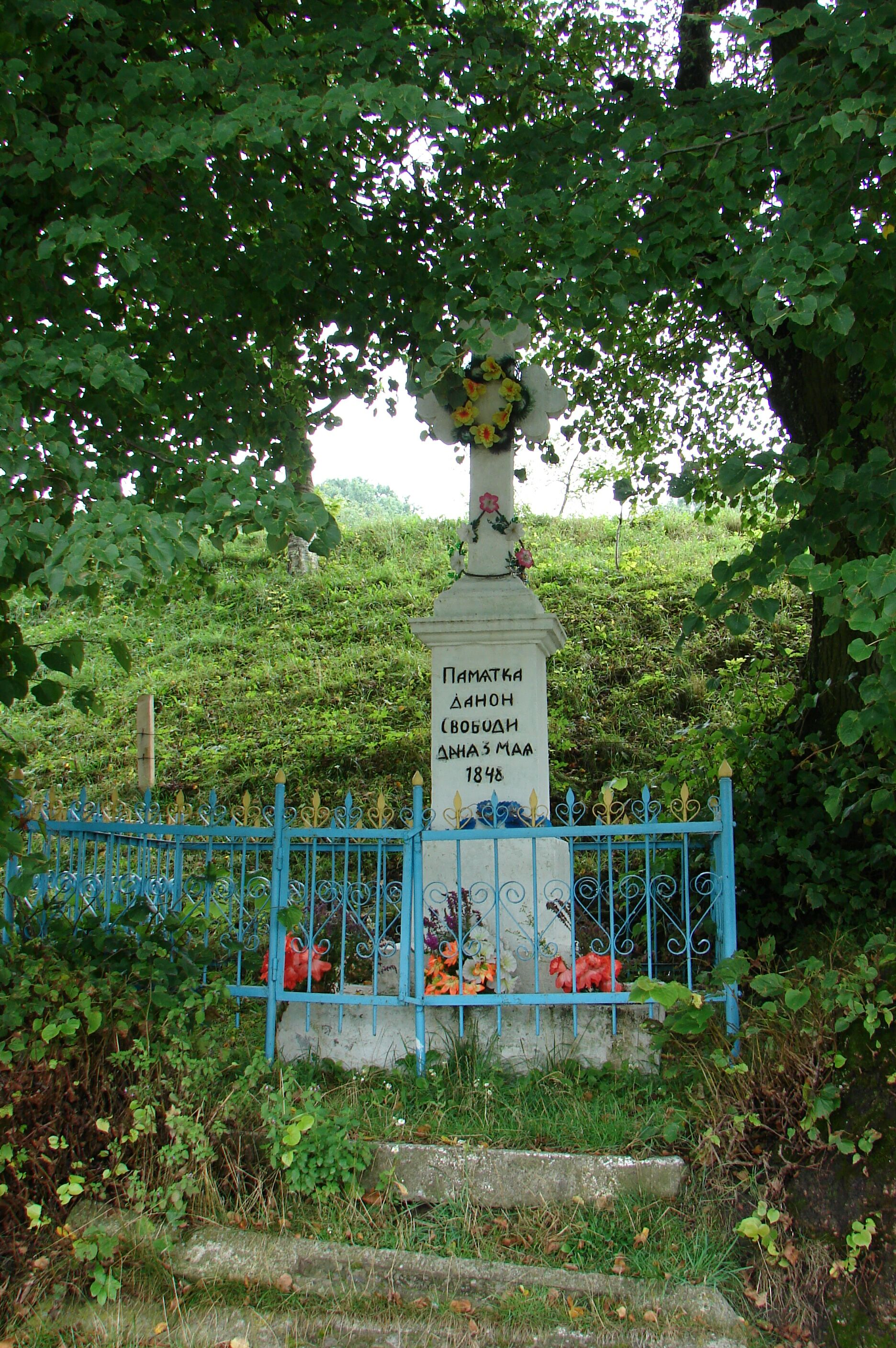
Хрест 1848 р. встановлений у с. Підмонастирі на честь скасування панщини в Австрійській імперії

Па́нщина або відробіткова рента — примусове й безплатне виконання підданими певного обсягу робіт у господарстві власника. Панщина є однією з форм земельної ренти — докапіталістична земельна рента, тобто земельна рента при феодальному способі виробництва. 
Можлива з прикріпленням до землі безпосереднього виробника (кріпацтво, закріпачення) чи без нього. Зміст визначається зобов'язанням селянина працювати якийсь час зі своїм інвентарем у господарстві феодала за право користуванням наділом із земель феодала.

## Історія виникнення
Виникла в ранньому середньовіччі за часів Київської Русі. У XVI – 1-й половині XVII століття стала однією з основних форм позаекономічного примусу селян. 
В Західній Європі найбільшого поширення набула у ХІ — ХІІІ століттях, а в Східній у XVII — першій половині XIX століття. Відповідно говорять про ранню та пізню панщину. Якщо перша була зумовлена нерозвинутістю товарних відносин, то друга навпаки стала наслідком їх розвитку. Первісно феодал отримував майже усе необхідне з власного господарства і відповідно був зацікавлений у його розвиткові. В Західній Європі панщина поступово замінялася продуктовим чиншем — в Італії та Франції з ХІ століття, в Англії з ХІІ, в Німеччині з ХІІІ. Однак в міру розвитку ринку та потреби в сільськогосподарській продукції в XIV—XV століттях в Німеччині стало вигідно знову збільшувати панщину для того, щоб вирощувати продукти вже не для власного споживання двору феодала, а на продаж. Пізніше з тих самих причин панщина поширювалась у Польщі, Литві, Московщині.
Протягом пізнього середньовіччя, зокрема в результаті проведення "Устави на волоки" 1557 року, панщина зросла з 1–2 до 4–5 днів на тиждень. Зростання панщини супроводжувалося посиленням соціального гніту, знеземеленням і розоренням переважної більшості селянства. Українська національна революція (1648—1676) років підірвала панщинну систему господарства на значній території України. До початку 18 століття на території Гетьманщини та Слобідської України панщина не була точно встановлена, а тому виконувалася переважно у вигляді всіляких відробітків. За гетьманства І.Мазепи на Лівобережній Україні панщина набула фіксованого характеру (2 дні на тиждень). На території Південної України, через постійні військові конфлікти з татарами, до кінця 18 століття вона фактично не набула масового характеру. 1797 року російський імператор Павло І видав указ про встановлення на території Російської імперії 3-ох денної панщини, проте на практиці вона сягла 5–6 днів на тиждень. Панщина у формі різних відробітків, "іздольної повинності" тощо проіснувала в підросійській Україні після скасування кріпацтва в 1861 р. подекуди до початку 20 століття[джерело?].
У XVI сторіччі на Лівобережній Україні структура сільськогосподарського виробництва разюче відрізнялася від Галичини, де за сторіччя панщина виросла вшестеро, та Волині, де вона сягала 3 днів на тиждень. На сході у величезних латифундіях магнатів бракувало робочих рук. Тут оголошують «свободи» (звідси назва багатьох населених пунктів слобода) — пільги від панщини та повинностей на 10-20 років, і це приваблює втікачів з Правобережжя. 
У деяких районах Галичини, Буковини і Закарпатської України панщина до 1781 р. також становила 5–6 днів на тиждень, тоді як на подільській частині Галичини — 2 дні. В листопаді 1781 цісар Йосиф II видав тимчасовий закон (1786 року закон став постійним), за яким панщина не повинна була тривати більше 3 днів на тиждень; робочий день влітку мав становити 12 годин, взимку — 8.
1782 року формально скасовано кріпацтво — особисту залежність селян від панів (без згоди пана: брати шлюб, посилати дітей до міської школи), примусову службу на панському дворі, надано елементарні громадянські права, сільським громадам — право самоврядування. Селянин був зобов'язаний точно означеною кількістю безплатної пішої чи тяглої роботи на користь пана; за це мав право безплатно користуватися дровами з лісу для опалення, пасовиськом, які були власністю дідича. В Галичині після скасування в 1782 р. кріпацтва панщина зберігалась до 1848 р.

## Види докапіталістичної земельної ренти
Панщина могла бути погодинною та поурочною. Погодинна визначалася кількістю часу, який селяни мали відпрацювати на феодала: спершу це були дні чи тижні на рік, пізніше кількість днів на тиждень. Поурочна панщина вимірювалася кількістю роботи, яку мав виконати селянин, наприклад, зорати певну площу ріллі, нарубати та привезти певну кількість дров тощо. Зазвичай розмір панщини залежав від розміру наділу селянина, наприклад повнонадільний селянин мав відпрацювати 4 дні на тиждень, половинонадільний — 2.

### Піша панщина
Піша панщина, без тяглової сили, означало служити по одному дню на тиждень пішо, без обов'язку ставити до роботи й свою худобу. У 16-17 столітті таких людей називали ще огородниками. Але подекуди огородники працювали на панів і по два дні на тиждень, та ще й давали їм по 12 гр. Більшість з коморників (категорія найбіднішої верстви населення), яке не мало власної землі та житла і наймитувало у заможних селян, від яких отримувало хату (комору) в обмін на пішу панщину та сплату грошового податку, поступово потрапляли в особисту чи земельну залежність від можновладців.
Див.також: Тяглі селяни

## Деталізація джерел
1. 1 2  Гуржій О. І. Панщина // Енциклопедія історії України : у 10 т. / редкол.: В. А. Смолій (голова) та ін. ; Інститут історії України НАН України. — К. : Наукова думка, 2011. — Т. 8 : Па — Прик. — С. 53. — ISBN 978-966-00-1142-7.
2. ↑  Історія, походження назв міст, сіл і річок Чернігівщини та Сіверщини. Архів оригіналу за 26 листопада 2012. Процитовано 24 січня 2013.
3. ↑  В Верига. Нариси з історії України (кінець XVIII - початок XX ст.). – Львів: Світ, 1996. – 447 с. — С. 142.
4. 1 2 3  Огород // Українська мала енциклопедія : 16 кн : у 8 т. / проф. Є. Онацький. — Буенос-Айрес, 1962. — Т. 5, кн. IX : Літери На — Ол. — С. 1186. — 1000 екз.
5. ↑   Коморники [Архівовано 15 Вересня 2020 у Wayback Machine.] // Українська мала енциклопедія : 16 кн. : у 8 т. / проф. Є. Онацький. — Накладом Адміністратури УАПЦ в Аргентині. — Буенос-Айрес, 1959. — Т. 3, кн. V : Літери К — Ком. — С. 691. — 1000 екз.
6. ↑  Тимочко Н. О. Економічна історія України: Навч. посіб. — К.: КНЕУ, 2005. — 204 с. ISBN 966-574-759-2
7. ↑  О. І. Гуржій. Комірники, коморники [Архівовано 17 Серпня 2016 у Wayback Machine.] // Енциклопедія історії України : у 10 т. / редкол.: В. А. Смолій (голова) та ін. ; Інститут історії України НАН України. — К. : Наукова думка, 2007. — Т. 4 : Ка — Ком. — С. 469. — ISBN 978-966-00-0692-8.